# Батом Реатеа I
Батом Реатеа (кхмер. បទុមរាជា) — король Камбоджи (1640—1642). Правил под именем Падумараджа I (санскр. Padumaraja I).
Полное имя — кхмер. ព្រះបាទបទុមរាជា អង្គនន់.

## Биография
Родился в 1615 году, был старшим сыном регента Утая. В возрасте 25 лет был возведен на престол своим отцом, после смерти своего двоюродного брата короля Анг Тонг Реатеи в июле 1640 года. Батом Реатеа I был коронован в 1641 году, однако во время его правления реальная власть оставалась в руках его отца.
Лишенный престола принц Понхеа Тян вступил в сговор себя малайцами и тямами, а 5 января 1642 года организовал убийство регента Утая и нескольких других членов королевской семьи. Молодой король, который находился в этот момент на охоте, был доставлен обратно в Удонг, где был обезглавлен по приказу Анг Тяна.